# Mihail Bahtin
Mihail Mihajlovič Bahtin (rus. Михаи́л Миха́йлович Бахти́н, 16. novembar 1895 – 7. mart 1975) bio je ruski filozof, književni kritičar i naučnik koji je radio na književnoj teoriji, etici, i filozofiji jezika. Njegovi spisi o raznim temama inspirisali su naučnike koji rade u raznim tradicijama (marksizam, semiotika, strukturalizam, religiozna kritika) i u raznim disciplinama poput književne kritike, istorije, filozofije, sociologije, antropologije i psihologije. Iako je Bahtin bio aktivan u debatama o estetici i književnosti koje su se odvijale u Sovjetskom Savezu 1920-ih, njegov prepoznatljiv stav nije postao šire poznat dok ga ruski učenjaci niju ponovo otkrili tokom 1960-ih.

## Detinjstvo i mladost
Bahtin je rođen u Oriolu u Rusiji, u staroj plemićkoj porodici. Njegov otac je bio upravnik banke i radio je u nekoliko gradova. Iz tog razloga Bahtin je proveo svoje godine ranog detinjstva u Oriolu, u Vilnjusu, a potom u Odesi, gde se 1913. godine pridružio istorijskom i filološkom fakultetu na lokalnom univerzitetu (Odeski univerzitet). Katerina Klark i Mihail Holkvist su napisali: „Odesa ..., poput Vilnjusa, bila je odgovarajuća postavka za poglavlje u životu čoveka koji će postati filozof heteroglosije i karnivala. Isti osećaj zabave i nepomirljivosti koji je proizveo Babelovog Rabelajziskog gangstera ili trikove i obmane Ostapa Bendera, pikarski roman koji su stvorili Iljf i Petrov, ostavio je svoj trag na Bahtina.” Kasnije je prešao na Petrovgradski carski univerzitet da bi se pridružio bratu Nikolaju. Ovde je Bahtin bio pod velikim uticajem klasičara F. F. Zelinskog, čija dela sadrže početke koncepata koje je Bahtin razradio.

## Karijera
Bahtin je završio svoje studije 1918. godine. Potom se preselio u mali grad zapadne Rusije, Nevelj (Pskovska oblast), gde je dve godine radio kao učitelj. Tada je nastao prvi „Bahtinov krug”. Grupu su činili intelektualci različitih interesovanja, ali svi su delili ljubav prema diskusiji o književnim, verskim i političkim temama. U ovoj grupi je bio Valentin Vološinov i, na kraju, P. N. Medvedev, koji se grupi pridružio kasnije u Vitepsku. Vitepsk je bio „kulturno središte regiona”, savršeno mesto za Bahtina „i druge intelektualce [da organizuju] predavanja, debate i koncerte.” Nemačka filozofija je bila tema o kojoj se najčešće razgovaralo, i od ove tačke nadalje, Bahtin je sebe smatrao više filozofom nego proučavaocem književnosti. Takođe, u Nevelu je Bahtin neumorno radio na velikom delu o moralnoj filozofiji, koje nikada nije objavljeno u celosti. Međutim, 1919. godine objavljen je kratak deo ovog dela koji je dobio naslov „Umetnost i odgovornost”. Ovaj rad predstavlja prvo Bahtinovo objavljeno delo. Bahtin se preselio u Vitepsk 1920. godine. Upravo se ovde, 1921. godine, oženio se Elenom Aleksandrovnom Okolovič. Kasnije, 1923. godine, Bahtinu je dijagnostifikovan osteomijelitis, koštana bolest zbog koje mu je 1938. amputirana noga.
Ova bolest je omela njegovu produktivnost i učinila ga invalidom.

## Literatura
- Boer, Roland (ed.), Bakhtin and Genre Theory in Biblical Studies. Atlanta/Leiden, Society of Biblical Literature/Brill, 2007.
- Bota, Cristian, and Jean-Paul Bronckart. (2011). Bakhtine démasqué: Histoire d'un menteur, d'une escroquerie et d'un délire collectif. Paris: Droz..
- Brandist, Craig (2002), The Bakhtin Circle: Philosophy, Culture and Politics, London, Sterling, Virginia: Pluto Press.
- Carner, Grant Calvin Sr (1995) "Confluence, Bakhtin, and Alejo Carpentier's Contextos in Selena and Anna Karenina" Doctoral Dissertation (Comparative Literature) University of California at Riverside.
- Clark, Katerina, and Michael Holquist. (1984). Mikhail Bakhtin. Cambridge: Harvard University Press..
- Emerson, Caryl, and Gary Saul Morson. "Mikhail Bakhtin." The Johns Hopkins Guide to Literary Theory and Criticism. Eds. Michael Groden, Martin Kreiswirth and Imre Szeman. Second Edition 2005. The Johns Hopkins University Press. 25 Jan. 2006.
- Farmer, Frank. "Introduction." Landmark Essays on Bakhtin, Rhetoric, and Writing. Ed. Frank Farmer. Mahwah: Hermagoras Press, 1998. xi-xxiii.
- Green, Barbara, Mikhail Bakhtin and Biblical Scholarship: An Introduction. SBL Semeia Studies 38. Atlanta: SBL, 2000.
- Hayman, David (1983). „Toward a Mechanics of Mode: Beyond Bakhtin”. Novel: A Forum on Fiction. 16 (2): 101—120. JSTOR 1345079. doi:10.2307/1345079.
- Hill, Jane H. (1986). „The Refiguration of the Anthropology of Language”. Cultural Anthropology. 1 (1): 89—102. JSTOR 656325. doi:10.1525/can.1986.1.1.02a00040.
- Hirschkop, Ken. "Bakhtin in the sober light of day." Bakhtin and Cultural Theory. Eds. Ken Hirschkop and David Shepherd. Manchester and New York: Manchester University Press, 2001. 1-25.
- Hirschkop, Ken. (1999). Mikhail Bakhtin: An Aesthetic for Democracy. Oxford: Oxford University Press..
- Holquist, Michael (2002). Dialogism: Bakhtin and His World. Psychology Press. ISBN 9780415280082.
- Holquist, Michael. "Introduction." Speech Genres and Other Late Essays. By Mikhail Bakhtin. Eds. Caryl Emerson and Michael Holquist. Austin: University of Texas Press, 1986. ix-xxiii.
- Holquist, Michael. Introduction to Mikhail Bakhtin's  The Dialogic Imagination: Four Essays. Austin and London: University of Texas Press. 1981.. xv-xxxiv
- Holquist, M., & C. Emerson (1981). Glossary. In MM Bakhtin, The Dialogic Imagination: Four Essays by MM Bakhtin.
- İlim, Fırat (2017). Bahtin: Diyaloji, Karnaval ve Politika (PDF). İstanbul: Ayrıntı Yayınları. ISBN 978-605-314-220-1. Архивирано из оригинала (PDF) 2019-12-25. г.
- Klancher, Jon. "Bakhtin’s Rhetoric." Landmark Essays on Bakhtin, Rhetoric, and Writing. Ed. Frank Farmer. Mahwah: Hermagoras Press, 1998. 23-32.
- Liapunov, Vadim, Toward a Philosophy of the Act. By Mikhail Bakhtin. Austin: University of Texas Press, 1993.
- Lipset, David; Eric K. Silverman (2005). „Dialogics of the Body: The Moral and the Grotesque in Two Sepik River Societies.”. Journal of Ritual Studies. 19 (2): 17—52..
- Magee, Paul. 'Poetry as Extorreor Monolothe: Finnegans Wake on Bakhtin'. Cordite Poetry Review 41, 2013.
- Maranhao, Tulio (13. 2. 1990). The Interpretation of Dialogue. University of Chicago Press. ISBN 978-0-226-50433-9.
- Meletinskiĭ, Eleazar Moiseevich (2000). The Poetics of Myth. Превод: Guy Lanoue; Alexandre Sadetsky. Routledge. ISBN 978-0-415-92898-4.
- Morson, Gary Saul, and Caryl Emerson (1990). Mikhail Bakhtin: Creation of a Prosaics. Stanford University Press..
- O'Callaghan, Patrick (2010). „Monologism and Dialogism in Private Law”. The Journal Jurisprudence. 7: 405—440..
- Pechey, Graham (2007). Mikhail Bakhtin: The Word in the World. London: Routledge. ISBN 978-0-415-42419-6.
- Schuster, Charles I. "Mikhail Bakhtin as Rhetorical Theorist." Landmark Essays on Bakhtin, Rhetoric, and Writing. Ed. Frank Farmer. Mahwah: Hermagoras Press, 1998. 1-14.
- Thorn, Judith. "The Lived Horizon of My Being: The Substantiation of the Self & the Discourse of Resistance in Rigoberta Menchu, Mm Bakhtin and Victor Montejo." University of Arizona Press. 1996.
- Townsend, Alex, Autonomous Voices: An Exploration of Polyphony in the Novels of Samuel Richardson, 2003, Oxford, Bern, Berlin, Bruxelles, Frankfurt/M., New York, Wien. 2003.  978-3-906769-80-6. / US.  978-0-8204-5917-2.
- Sheinberg, Esti (29. 12. 2000). Irony, satire, parody and the grotesque in the music of Shostakovich. UK: Ashgate. стр. 378. ISBN 0-7546-0226-5. Архивирано из оригинала 17. 10. 2007. г.
- Vice, Sue (1997). Introducing Bakhtin. Manchester University Press.
- Voloshinov, V.N. Marxism and the Philosophy of Language. New York & London: Seminar Press. 1973
- „Back to Bakhtin”. Torn Halves: Political Conflict in Literary and Cultural Theory. Manchester/New York: Manchester University Press/St Martin's Press. 1996. ISBN 978-0-7190-4777-0.
- Mayerfeld Bell, Michael and Gardiner, Michael (1998). Bakhtin and the Human Sciences. No last words.. London-Thousand Oaks-New Delhi: SAGE Publications.
- Michael Gardiner (2002). Mikhail Bakhtin. SAGE Publications. ISBN 978-0-7619-7447-5..
- Shevtsova, Maria (1992). „Dialogism in the Novel and Bakhtin's Theory of Culture”. New Literary History. 23 (3): 747—763. JSTOR 469228. doi:10.2307/469228.
- Burton, Stacy (1996). „Bakhtin, Temporality, and Modern Narrative: Writing "the Whole Triumphant Murderous Unstoppable Chute"”. Comparative Literature. 48 (1): 39—64. JSTOR 1771629. S2CID 164003690. doi:10.2307/1771629.
- Krasnov, Vladislav (1980). Solzhenitsyn and Dostoevsky A study in the Polyphonic Novel. University of Georgia Press. ISBN 978-0-8203-0472-4.
- Maja Soboleva: Die Philosophie Michail Bachtins. Von der existentiellen Ontologie zur dialogischen Vernunft. Georg Olms Verlag, Hildesheim 2009.
- (језик: француски) Jean-Paul Bronckart, Cristian Bota: Bakhtine démasqué : Histoire d'un menteur, d'une escroquerie et d'un délire collectif. Editeur: Droz. јануар 2011. ISBN 978-2-600-00545-6..